# Artaxias IV
Artaxias IV of Ardashir IV of Artaxares IV (Armeens: Արտաշես Դ) (404-430) was de laatste koning van Armenië. Zijn naam verwijst naar de stichter van het Sassanidische Rijk, Ardashir.

## Context
Sinds het Verdrag van Acilisene (ca.387) was het koninkrijk Armenië een vazalstaat van de Sassaniden. Zijn voorgangers waren zijn oom Khosro IV en zijn vader Vramsjapuh. Toen zijn vader stierf was hij amper tien jaar oud. Toen zijn oom en vader gestorven waren, stelde sjah Yazdagird I zijn eigen zoon Sjapoer IV aan als opvolger.
Yazdagird I stierf plots in 420 en Sjapoer IV snelde naar Iran om daar de troon op te volgen. Er volgde een troonstrijd en Sjapoer IV werd uit de weggeruimd. Gedurende twee jaar werd Armenië geregeerd door de nakharar, de Armeense adel. Eenmaal het stof gaan liggen ging de nieuwe sjah Bahram V akkoord met aanstelling van Artaxias IV als koning. Na verloop van tijd was Bahram V ontevreden over het bereikte resultaat en zette Artaxias IV en zijn mentor de patriarch Sahak af. Hiermee kwam een eind aan de heerschappij van de Arsacid-dynastie over Armenië. De koning werd vervangen door een marzpan of gouverneur.